# Danapur
Danapur, en hindi : दानापुर, également appelée Dinapur Nizamat ou Dinapur, est une ville de la banlieue de Patna dans l'État du Bihar, en Inde. Selon le recensement de l'Inde de 2011, elle compte une population de 182 429 habitants.